# Neodontobutis
Neodontobutis – rodzaj ryb z rodziny Odontobutidae.

## Klasyfikacja
Gatunki zaliczane do tego rodzaju:
- Neodontobutis aurarmus
- Neodontobutis hainanensis
- Neodontobutis hotayensis
- Neodontobutis macropectoralis
- Neodontobutis ngheanensis
- Neodontobutis tonkinensis